# Rongellen
Rongellen (rétorománsky Runcáglia nebo Runtgaglia) je obec ve švýcarském kantonu Graubünden, okresu Viamala. Nachází se asi 20 kilometrů jihozápadně od kantonálního hlavního města Churu, v nadmořské výšce 1003 metrů. Žije zde 52 obyvatel a díky tomu je nejmenší samostatnou obcí v Graubündenu.

## Geografie
Rongellen leží na okraji soutěsky Via Mala na půli cesty mezi Thusis a Zillis-Reischen. Sousedními obcemi Rongellenu jsou Muntogna da Schons, Thusis, Sils im Domleschg a Zillis-Reischen.

## Historie
Obec je poprvé zmiňována v roce 1344 jako Rungal. Není však jisté, zda se zde Walserové usadili už v polovině 14. století. Panská práva zde postupně drželi baroni z Vazu, Werdenbergové a od roku 1456 diecéze Chur. V roce 1458 se údolí vykoupilo z područí. Církevně obec vždy patřila k Thusis (reformace zde byla zavedena kolem roku 1529). Až do roku 1851 patřil Rongellen do sousedského společenství Gerichtsgemeinde Schams a společně se Zillisem a Reischenem tvořil malý civilní soud.
Rongellen byl zapojen do tranzitní dopravy směrem na průsmyky Splügen a San Bernardino. Hlavní cesta na levém břehu Rýna vedla - pravděpodobně od pozdní doby římské - přes obec. Až do roku 1821 tudy vedla hlavní trasa na levém břehu Rýna - pravděpodobně od pozdní doby římské. Osada Unterrongellen vznikla po výstavbě níže položené nové silnice (1821). V 19. století ztroskotaly pokusy přiřadit Rongellen s nejasným právním statusem k obci Thusis nebo jiné obci v regionu Schams. Od roku 1890 má proto statut samostatné obce. V obci není kostel, obchod a od roku 1971 ani škola. Rongellen je jedinou německy mluvící obcí v regionu Schams.

## Obyvatelstvo
| Rok            | 1780 | 1850 | 1900 | 1950 | 1980 | 1990 | 2000 | 2005 | 2016 | 2020 |
| Počet obyvatel | 75   | 63   | 49   | 71   | 32   | 48   | 53   | 44   | 61   | 56   |

### Jazyky
Obyvatelé obce mluví německy již od svého středověkého osídlení. Je pravděpodobné, že jsou převážně potomky přistěhovalců z rodu Walserů. V průběhu let se sem přistěhovala řada rétorománsky mluvících obyvatel (dialekt sutselvisch) z okolních obcí (podíl v roce 1900 22 %, v roce 1910 17 %). Dnes do této skupiny patří pouze jednotlivé osoby, jak ukazuje následující tabulka:
| Jazyky v Rongellenu |                   |                   |                   |                   |                   |                   |
| Jazyk               | Sčítání lidu 1980 | Sčítání lidu 1980 | Sčítání lidu 1990 | Sčítání lidu 1990 | Sčítání lidu 2000 | Sčítání lidu 2000 |
| Jazyk               | Počet             | Podíl             | Počet             | Podíl             | Počet             | Podíl             |
| Němčina             | 28                | 87,50 %           | 45                | 93,75 %           | 47                | 88,68 %           |
| Rétorománština      | 3                 | 9,38 %            | 1                 | 2,08 %            | 5                 | 9,43 %            |
| Počet obyvatel      | 32                | 100 %             | 48                | 100 %             | 53                | 100 %             |